# Yukio Hatoyama
Yukio Hatoyama (japansk: 鳩山由紀夫 = Hatoyama Yukio, født 2. februar 1947) er en japansk politiker, der er leder af Japans Demokratiske Parti (DPJ) og var Japans premierminister mellem september 2009 og 4. juni 2010.
- Wikimedia Commons har flere filer relateret til Yukio Hatoyama

1. ↑  Navnet er anført på engelsk og stammer fra Wikidata hvor navnet endnu ikke findes på dansk.